# Band-e Kaisar
Band-e Kaisar (persiska: بند قیصر, "Caesars damm"), Pol-e Kaisar ("Caesars bro") eller Shadervan är en gammal bågbro i Shushtar, Iran, och den första i landet som kombinerade den med en damm.  Den är uppförd av sassaniderna, med romerska krigsfångar som arbetskraft. var det också det mest östliga exemplet på romersk brokonstruktion och romersk damm, som låg i persiskt territorium.  Dess design med dubbla ändamål influerade iransk anläggningsteknik och bidrog till att utveckla Sassanids vattenhanteringstekniker. 

## Galleri

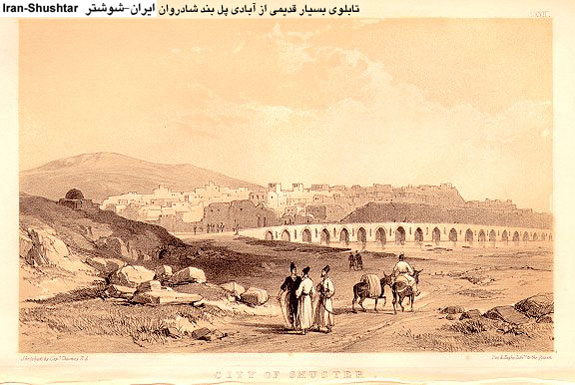
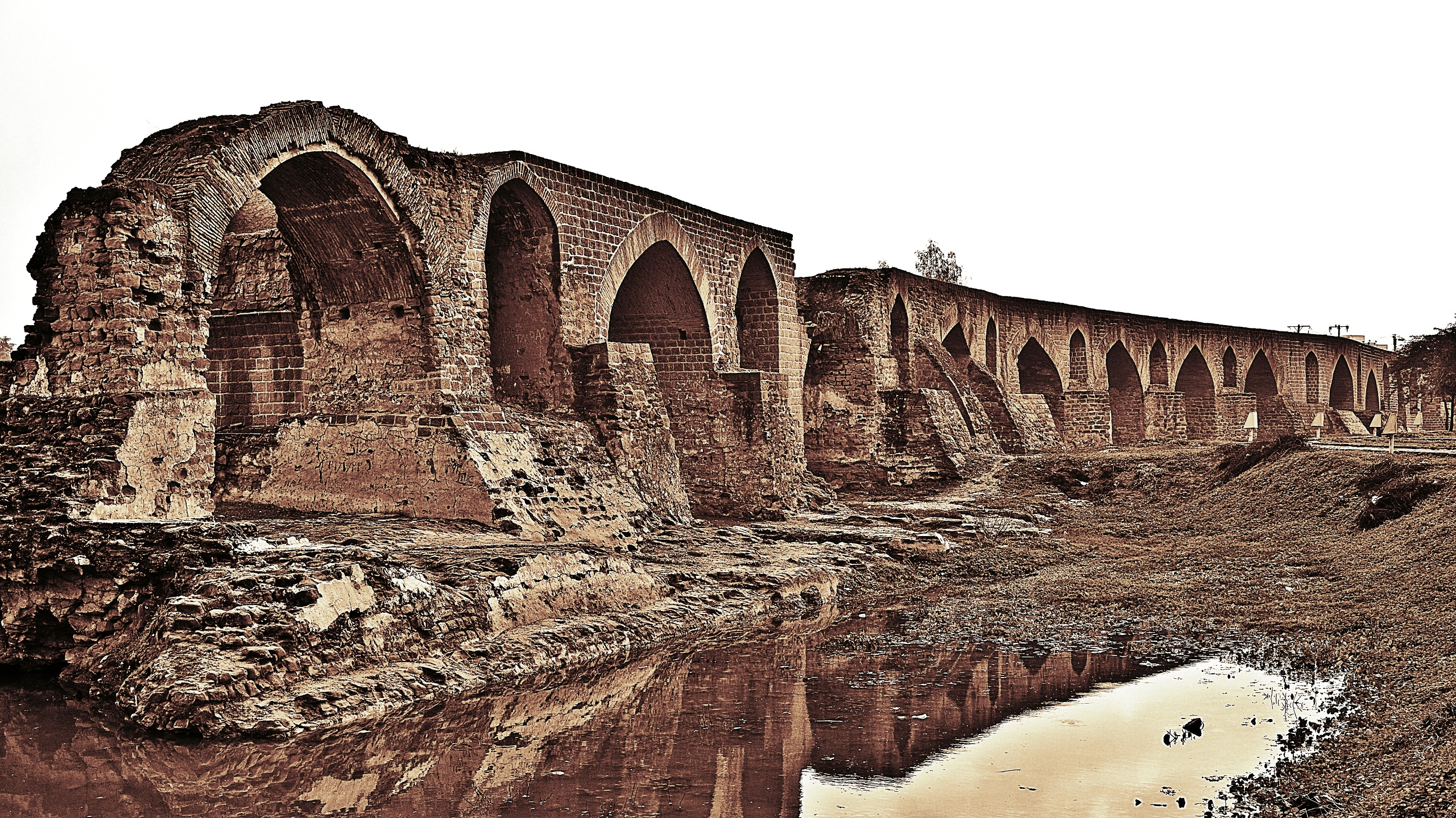